# Marianne Steinbrecher
Marianne Steinbrecher née le 23 août 1983 à São Paulo, est une joueuse brésilienne de volley-ball évoluant au poste d'attaquante. Elle totalise 73 sélections en équipe du Brésil.

## Biographie
Avec l'équipe du Brésil de volley-ball féminin, elle est médaillée d'or olympique en 2008 à Pékin.

## Clubs
| Club                       | De        | À         |
| -------------------------- | --------- | --------- |
| Rolândia Faccar            | 1996-1997 | 1998-1999 |
| Grêmio Londrinense         | 1999-2000 | 1999-2000 |
| Grêmio de Vôlei Osasco     | 2000-2001 | 2005-2006 |
| Robursport Volley Pesaro   | 2006-2007 | 2007-2008 |
| São Caetano EC             | 2008-2009 | 2009-2010 |
| Rio de Janeiro Volêi Clube | 2010-2011 | 2011-2012 |
| Fenerbahçe İstanbul        | 2012-2013 | 2012-2013 |
| Praia Clube                | 2013-2014 | 2013-2014 |
| Osasco Voleibol Clube      | 2014-2015 | 2014-2015 |
| Neruda Volley              | 2015-2016 | 2015-2016 |
| Jakarta Pertamina          | fév 2016  | mai 2016  |
| Vôlei Bauru                | 2016-2017 | 2016-2017 |

## Palmarès

### Équipe nationale
- Jeux Olympiques
  -  2008 à Pékin.
- Championnat du monde
  - Finaliste : 2006
- Grand Prix Mondial
  - Vainqueur : 2004, 2006, 2008, 2009
  - Finaliste :2010, 2012.
- World Grand Champions Cup
  - Finaliste : 2009
- Championnat d'Amérique du Sud
  - Vainqueur : 2009, 2011
- Coupe panaméricaine
  - Vainqueur : 2006
- Jeux Panaméricains
  - Vainqueur : 2011.
  - Finaliste : 2007.

### Club
- Championnat sud-américain des clubs
  - Finaliste : 2015.
- Coupe de la CEV
  - Vainqueur : 2008.
  - Finaliste :2013.
- Championnat du Brésil (1)
  - Vainqueur : 2003, 2004, 2005, 2011.
  - Finaliste : 2012, 2015.
- Coupe du Brésil
  - Finaliste : 2008.
- Championnat d'Italie (1)
  - Vainqueur : 2008.
- Supercoupe d'Italie (1)
  - Vainqueur : 2006.
- Championnat d'Indonésie
  - Finaliste : 2016.

### Distinctions individuelles
- Coupe panaméricaine de volley-ball féminin 2006: Meilleure attaquante et MVP.
- Grand Prix Mondial de volley-ball 2008: MVP[5].
- Championnat d'Amérique du Sud de volley-ball féminin 2011: Meilleure attaquante.
- Championnat sud-américain des clubs de volley-ball féminin 2015: Meilleure attaquante[6].